# Ди Капуа, Изабелла
Изабелла Ди Капуа (итал. Isabella di Capua; 1510 — 17 сентября 1559, Неаполь) — принцесса ди Мольфетта с 1523, жена Ферранте I Гонзага.
Старшая дочь Ферранте Капуанского (ум. 1523), графа Алессано, маркиза Спеккьи, герцога Термоли и принца Мольфетты, и Антоники дель Бальцо.

## Семья
Была выдана замуж за Траяно Караччоло, принца Мельфи, принеся в приданое княжество Мольфетту, маркизат Спеккью и графство Алессано. Траяно вскоре умер, и в 1529 году Изабелла вышла замуж за Ферранте I Гонзага, графа Гуасталлы.
Дети:
- Анна (р. 1531), умерла в юности
- Чезаре (1533—1575), граф Гуасталлы, герцог Амальфи
- Ипполита (1535—1563). Муж: 1) (1548) Фабрицио Колонна (1525—1551), наследный герцог Пальяно; 2) (1562) Антонио Карафа (ок. 1542 — 1578), принц Стильяно, герцог ди Рокка Мондрагоне
- Франческо (1538—1566), кардинал, архиепископ Козенцы с 1562 и епископ Мантуи с 1565
- Андреа (1539—1586), маркиз Спеккьи и Алессано
- Джан Винченцо (1540—1591), кардинал
- Эрколе (ок. 1545 — ок. 1549)
- Оттавио (1543—1583), сеньор ди Черчемаджоре
- Филиппо
- Джеронима
- Мария